# Новогруд-Бобжаньски
Ново́груд-Бобжа́ньски (пол. Nowogród Bobrzański)  —  город  в Польше, входит в Любушское воеводство,  Зелёногурский повят.  Имеет статус городско-сельской гмины. Занимает площадь 14,63 км². Население — 5068 человек (на 2004 год).